# پوند مصر
پوند مصر یا لیره مصر یا جنیه (به عربی: الجنيه المصرى)، (به انگلیسی: Egyptian Pound) یکای پول مصر می‌باشد.
کد ایزو ۴۲۱۷ این یکای پول EGP است.

## اسکناس‌ها
نوشته‌های روی اسکناس‌ها به زبان عربی و نوشته‌های پشت اسکناس به زبان انگلیسی‌اند.
رئیس بانک مرکزی مصر اعلام کرد با آغاز سال ۲۰۲۱ در چاپ اسکناس‌ها از بسپار استفاده خواهد شد. همچنین رئیس‌جمهور مصر از انتشار اسکناس‌های ده و بیست پوندی در آن سال خبر داد.
| نگاره | نگاره | بها   | ابعاد (میلی‌متر) | رنگ                 | شرح            | شرح                                     | سال نخستین چاپ |
| رو    | پشت   | بها   | ابعاد (میلی‌متر) | رنگ                 | رو             | پشت                                     | سال نخستین چاپ |
| ----- | ----- | ----- | --------------- | ------------------- | -------------- | --------------------------------------- | -------------- |
|       |       | ۲۵ PT | ۱۳۰ × ۷۰        | آبی                 | مسجد عایشه     | نشان ملی                                | ۱۹۸۵           |
|       |       | ۵۰ PT | ۱۳۵ × ۷۰        | قهوه‌ای، زرد و سبز   | مسجد الازهر    | رامسس دوم                               | ۱۹۸۵           |
|       |       | £۱    | ۱۴۰ × ۷۰        | کرم                 | مسجد قایتبای   | نیایشگاه‌های ابوسمبل                     | ۱۹۷۸           |
|       |       | £۵    | ۱۴۵ × ۷۰        | سبز مایل به آبی     | مسجد ابن طولون | نگاره‌ای کنده‌کاری شده از هاپی (خدای نیل) | ۱۹۸۱           |
|       |       | £۱۰   | ۱۳۲ × ۷۰        | نارنجی              | مسجد فتاح علیم | هتشپسوت                                 | ۲۰۲۲           |
|       |       | £۲۰   | ۱۵۵ × ۷۰        | سبز نعنایی          | مسجد محمدعلی   | ارابه‌ای جنگی و ملکه کلئوپاترا           | ۱۹۷۸           |
|       |       | £۵۰   | ۱۶۰ × ۷۰        | قرمز مایل به قهوه‌ای | مسجد ابوحریبه  | نیایشگاه ادفو                           | ۱۹۹۳           |
|       |       | £۱۰۰  | ۱۶۵ × ۷۰        | فیروزه‌ای            | مسجد سلطان حسن | ابوالهول                                | ۱۹۹۴           |
|       |       | £۲۰۰  | ۱۶۵ × ۷۲        | زیتونی              | مسجد قانی بای  | کاتب نشسته                              | ۲۰۰۷           |